# Елеонора Шарлота фон Вюртемберг-Мьомпелгард
Елеонора Шарлота фон Вюртемберг-Мьомпелгард (на немски: Eleonore Charlotte von Württemberg-Mömpelgard;* 20 ноември 1656, Хорбург, Барум; † 13 април 1743, Бреслау/Вроцлав) е херцогиня от Вюртемберг-Мьомпелгард и чрез женитба херцогиня на Вюртемберг-Оелс в Силезия (1672 – 1697).

## Биография
Тя е дъщеря на херцог Георг II фон Вюртемберг-Монбеляр (1626 – 1699) и съпругата му Анна дьо Колини (1624 – 1680), дъщеря на граф Гаспард III дьо Колини (1584 – 1646), херцог дьо Шатилон (1643), адмирал на Франция, и Анна дьо Полиняк (1598 – 1651).
Елеонора Шарлота се омъжва на 7 май 1672 г. в Оелс за херцог Силвиус II Фридрих фон Вюртемберг-Оелс (* 21 февруари 1651, Оелс; † 3 юни 1697, Оелс), вторият син на херцог Силвиус I Нимрод фон Вюртемберг-Оелс (1622 – 1664) и съпругата му херцогиня Елизабет Мария фон Оелс (1625 – 1686). Бракът е бездетен.
Елеонора Шарлота купува през 1676 г. господството и град Фестенберг/Твардогура и мести резиденцията си там. Херцогинята със собствени средства строи в град Фестенберг, през 1688 г. строи нова църква и помага на заселените хора там. От император Леополд I тя получава за жителите указ за стогодишно освобождаване от данъци. През 1712 г. тя загубва Фестенберг чрез съдебен спор в полза на Анна София фон Мекленбург-Шверин (1647 – 1726), вдовицата херцогиня фон Вюртемберг-Юлиусбург на херцог Юлиус Зигмунд (1653 – 1684), най-малкият брат на съпруга ѝ Силвиус II Фридрих.
Елеонора Шарлота фон Вюртемберг-Мьомпелгард умира на 86 години на 13 април 1743 г. в Бреслау/Вроцлав.